# Marion Elias
Marion Elias (* 20. August 1960 in Wien) ist eine österreichische Malerin, Grafikerin und Philosophin.

## Leben und Werk
Marion Elias studierte von 1980 bis 1985 Malerei und Grafik an der damaligen Hochschule, heute Universität für angewandte Kunst Wien bei Wolfgang Hutter und absolvierte von 2000 bis 2003 ein Doktoratsstudium der Philosophie ebendort bei Rudolf Burger. Seit 1993 unterrichtet sie an der Universität für angewandte Kunst Wien, wo sie sich 2008 im Fach Kunstphilosophie habilitierte. Aktuell leitet sie das Gender Art Laboratory der Universität für angewandte Kunst Wien.
Ihre künstlerischen Arbeiten konnte Elias ab 1982 bei Einzel- und Gruppenausstellungen national wie international präsentieren. Besondere Aufmerksamkeit erreichte sie durch ihre Vorträge und Reden, vor allem bei Ausstellungseröffnungen in Österreich und anderen europäischen Ländern, in denen sie sich kritisch mit der kontemporären Kunstszene auseinandersetzt.

## Schriften
- EngelSessel – Geschichte einer Aufregung. Katalog zum Projekt, 1998, ISBN 3-85211-078-5.
- Quidditas – Die Geschichte. Intervention zu bildender Kunst. Katalog zum Projekt, 2002, ISBN 3-85211-097-1.
- Beitrag in „Art&Gender.“ 2005, Verlag der Universität für angewandte Kunst Wien (Edition Angewandte), ISBN 3-85211-124-2.
- Beitrag in „Institut für Bildende Kunst.“ 2005, Verlag der Universität für angewandte Kunst Wien, ISBN 3-85211-123-4.
- (Nach)Wirkungen. Ad Alice Schwarzer. Katalog zur Ausstellung, 2010, ISBN 978-3-85211-155-1.
- Marion Elias, Monographie. 1993
- Niemandsland; aus dem Notizbuch eines Malers. (Dissertationsschrift), VDG Weimar, 2005, ISBN 3-89739-486-3.
- Indisciplinabile; Skizzen zur Philosophie der Kunst; eine Reflexion. (Habilitationsschrift), VDG Weimar, 2009, ISBN 978-3-89739-634-0.
- Marion Elias, Lukas J. Aigner: Engel lassen sich in Baden nieder – zu himmlischen Klängen. Univ. für Angewandte Kunst, 1999, ISBN 3-85211-077-7.

## Auszeichnungen
- Würdigungspreis des Bundesministers für Wissenschaft und Forschung anlässlich der bei Studienabschluss erbrachten Leistung, 1985.
- Preisträgerin der internationalen Druckgraphikwettbewerbe in Pardubice (ehem. CSFR) und Cadaqués (Spanien), 1990 und 1992.